# Sabina Classen
Sabina Classen (djevojački Hirtz, Aachen, 27. prosinca 1963.) je njemačka glazbenica, najpoznatija kao pjevačica thrash metal sastava Holy Moses. Jedna je od prvih žena koja je počela pjevati "death growlom".

## Biografija
Glazbenu karijeru započela je 1981. godine u sastavu Holy Moses, čiji je gitarist bio njen tadašnji muž, Andy Classen. Nakon raspada sastava 1994. godine, osnovala je sastav Temple of the Absurd, no vratila se u Holy Moses kada se ponovno okupio 2000. godine. 

## Diskografija

### Holy Moses
Studijski albumi
- Queen of Siam (1986.)
- Finished With the Dogs (1987.)
- The New Machine of Liechtenstein (1989.)
- World Chaos (1990.)
- Terminal Terror (1991.)
- Reborn Dogs (1992.)
- No Matter What's the Cause (1994.)
- Disorder of the Order (2002.)
- Strength Power Will Passion (2005.)
- Agony of Death (2008.)
- Redefined Mayhem (2014.)

### Temple of the Absurd
- Absurd (1995.)
- Mother, Creator, God (1999.)

## Vanjske poveznice
- Službena stranica Holy Mosesa  Arhivirana inačica izvorne stranice od 21. studenoga 2010. (Wayback Machine)